# フリカムイ
フリカムイ(huri kamuy)またはフリ(huri, furi)は、アイヌ民話に登場する巨鳥。

## 名称
地方によってフレウ、フウリ、フリカムイと称す。近文の方言ではフーリン(hurin)、フーリントノ(hurin tono)と呼ばれる。また美幌ではヒウリ(hiwri)、シウリ(siwri)という発音も記録されている。釧路ではフリュー。また、フリーカムイ、フリー等とも表記される。
バチェラー辞書（1905）では、フリを巨大な鳥、一説に鷲（わし）だとするが（ § ハゲワシ説も参照）、アイヌ語で「フレ」は「赤」を意味するので、なにかしら赤色とゆかりがあり、赤褐色の羽をした鳥の意の含みがあのだろうと語釈される。
ポンヤウンペが北方を征服したとき、フウレチカプ（赤鳥）とは赤林（フウレケナシ）で、別の怪鳥クンネチカプ（黒鳥）には黒川（クンネペッ）で遭遇したとされる。

## 概要
たとえば渡島北部長万部町国縫（くんぬい）川や（ § 国縫川参照）、日高染退川（静内川）に代表的なフリカムイの伝説がのこる。
片翼だけで約7里（約28km）あるなどとも語られる巨鳥。十勝川の主の説話では、当初は人間に害なす存在ではなかったが、ある娘が水飲み場に立ち入ったため、穢されたと言ってその地を離れてしまった（ § 十勝参照）。他の説話では、人間も襲う災厄である（ § むかわ町穂別、 § 網走参照）。

## 伝承

### 国縫川
太古の「フリカムイの復讐」の伝承によれば、昔、国縫川のほとり、すなわち旧山越郡（現・渡島総合振興局長万部町）に形成されたアイヌ集落の近くにフリ（フリカムイ）が棲みつき、脅威であった。この川の水源地にタッコプ(瘤)山があり、その洞窟に潜んで暮らしてきたが、それはフリや悪神らの祖先が、人間の味方である英雄神オイナカムイに討伐され隠棲に追いやられたためであった。いまや、その神が昇天したのちの世となってしばらく経ったので、フリカムイは復讐心に燃えていた。暗雲がたちこめ、その陰に乗じてフリカムイか飛んできた。暴風雨が何日もつづき、魚が死に、家畜の大量死がつづき、多くのアイヌもなくなったという。異聞では、"風に乗って四方を飛び廻り"、すさまじい羽音を立てて風を巻き起こし、空飛ぶとその羽は雨雲のように空を覆い、地上を陰らせた。
そして、この国縫/訓縫（クンネ、「暗い、黒い」の意）の地名の由来になったためだとも伝わる。すなわち、フリカムイが上空にを飛んで影がさしかかり、被害地は何日も暗くなったためだ。ただこれは俗説（地名説話）すぎなく、むしろ「黒い」岩・水などに由来する命名だと考えるのが道理であるという。

### シュムクル始祖
シュムクル（太平洋沿岸、胆振から日高北部のアイヌ）の始祖が襲われたという説話がある。当時の北海道は東西別々の島に二分されていており、日本海側の西の島のアイヌの祖であったカムイカッケマッという女神が「ポロシリモシリ」（東/北の島）に渡来した。
夕張岳あたりにさしかかると、翼を広げれば日光をさえぎり地上を暗くする大鳥フリーがおり、焔のようなものと戦っているのがみえた。鳥を追い払うと、はたしてそれは男女の子供が脚に押さえつけられていた現場であった。シリヤから貝拾いしていて助けられたこの子らが、こののち子孫を残し、それがシュムクルの祖となったのだという 。

### 十勝
旧・十勝国芽室村（現・十勝総合振興局河西郡芽室町）ケネアイヌ村落の伝承によれば、村から6，7里はなれた屈足（くったり）の険峻な岩山にフレウが営巣し、そこはカムイロキ（kamuy-roki、「神の座」）と呼ばれていた。このフレウは人間に害を及ばさず、もっぱら獣・魚・鯨を捕らえて餌としていた。決まった水飲み場があって、山から崖路をつたって渓流まで降りてくるのである。また、そのかたわらの窪みが、獣骨の捨て場になっていて骨が積まれていた。あるとき、ひとりの娘がその水飲み場を、裾をからげて走り通ったので、巨鳥は縄張りを穢されたと憤り、その地を去っていってしまった。また、そのときの娘も鳥に捕まって、山ひとつ越えた沢に捨てられてしまったが、命に別状はなく、その体験を語り継いだ。

### むかわ町穂別
勇払郡穂別村（現・胆振総合振興局勇払郡むかわ町穂別）の言い伝えによれば、フリーは魚も狙うが、もとより人でも獣でもさらう巨鳥であって、厚真村に移って集落の総移動を引き起こしたが、支笏湖の近くのルイカヤルからやってきた男性器の男が退治した。
フリーは最初は穂別村におり、カイカウニ沢（カイカニ沢川）の崖上から鵡川へと遡上する魚を狙うので、人々は恐ろしくて漁撈ができなかった。ねぐらはカイカニ沢川から分かれたフリウシナイという小川近くの洞窟にあったという。しかしフリーは住処をかえ、勇払郡厚真町字西オイカルマイにやってきたので、その住民はこぞって集落を捨て、安平町早来駅の西にあるフムンケというところへ移住していった。ときに支笏湖の近くのルイカヤルという地方に住んでいたある男は、異常な巨根のせいでいままで何人もの妻を亡くしており、罪滅ぼしに、と6尋もある長柄の槍をふるってフリーを退治した。しかし英雄として祝ってもらったものの、これからも炊事洗濯は自分でやるやもめ暮らしか、と儚んで、男性器をねじり切り自死してしまった。

### 網走
網走のコタンの宝刀イペタムをつかって一羽、美幌のイペタムを借りて二羽目のフーリ（美幌の方言でヒウリ）を退治した説話が伝わる。

### 日高沙流
日高沙流には、片羽の長さが7里（約28㎞）もある巨鳥が棲んでいた、と伝わる。人里に現れは畑を荒らし人を捕らえて食らい、野生動物も襲撃する。村が選出した二人の若い討伐者は、鹿の皮40枚をひとまとめにして特大の囮（デコイ）を作り、巨鳥をおびき寄せて舞い降りたところを待ち構えた槍で刺して降参させた。鳥は宝物を差し出すといって命乞いしたが、若者らは聞き入れずとどめを刺した。昇天した鳥はホウエという神に頼みこんで沙流の村に災難な報復をしてもらった。

### 雨竜
雨竜郡雨竜町にも（上の § 日高沙流と似て）囮（デコイ）をつかって巨鳥フウリュウをおびき寄せる説話がある。羽ばたきで風を起こし女子供を攫っていくフウリュウ退治に名乗りを上げた若者は、頭巾と小袖とをもらい受け、加工した枯れ木にかぶせて人間の格好をさせ、騙されて襲い掛かった怪鳥の足を切り落とした。フウリュウは悲鳴をあげ、血を降り注ぎながら胆振の鵡川の方面に逃げて行ったが、降雨のような血しぶきにちなみ、その場所がフウリュウ(雨竜)と呼ばれるようになったと伝わる。
雨竜川の三又の奥の松原にいたという、このフリーは悪者で、人間でも鹿でも取って食うとされた。

### 旭川
旭川郊外の近文のアイヌ名は、「チカップ二」（chikap ni, cikap ni「鳥の木」）から来ているが、説話によれば、かつか二羽の大鷲がこのあたりを常駐の止まり木にしており、兎や鹿の狩をおこなっていたからだという。しあかし異聞では、はるか昔、雄雌つがいの孔雀がいるとされた。現代人が知るクジャクではなく、じっさいには巨鳥フリーカムイのことだという。アイヌたちは神として祀っていたが、いつのまにいなくなった。部落の人々は、神鳥の止まり木を偲んでいつまでもチカップニと呼んで覚えていたという。

### 釧路
「鳥フリューが語った話」と題し、巨鳥が大陸のように超巨大な赤えいに遭遇する話。人間は恐れて自分をみると身を隠し、鹿、アシカ、アザラシなどは掴み捕えて、骨がうず高く住処の近くに積んである、と得意げなフリューが、鯨を狩るとでかけたが、あいにく霧がたちこめて立木に一泊休み、次の日洞窟を見つけて夜を明かし、洞窟に礼を言うと、海底から赤えいの声が聞こえてきて、止まり木と思ってたのは巨魚の触角で、洞穴と思っていたのはその鼻の孔だと諭される。巣に帰ったフリューは過ぎたる自信を反省した。

### 石狩
石狩の地名説話に、片羽の長さが7里（約27.5㎞）のフリカムイが巨大タコのラートシカムイと力比べをしたという逸話がある(詳細はそちらの記事の記述を参照)。

## ハゲワシ説
ワシだとの説は挙げたが、北海道にもまれにみつかるハゲワシが伝説の元になったのではないか、という仮説を更科源蔵が論文に載せている。更科の記憶によれば1913年、（現・釧路郡）達古武で馬車を走らせていた森田（助次郎、釧路市外鳥取在住）が襲われ、撃って捕獲したという。